# ケイレブ・ウィリアムズ
ケイレブ・セイクワン・ウィリアムズ（Caleb Sequan Williams, 2001年11月18日 - ）は、アメリカ合衆国ワシントンD.C.出身のプロアメリカンフットボール選手。NFLのシカゴ・ベアーズに所属している。ポジションはクォーターバック。

## 経歴

### ハイスクール
高校時代から注目を集め、3年目の2019年シーズンにはワシントン・ポストによるオールアメリカンチームに選出され、4年目の2020年シーズンにはクォーターバック育成プログラム「エリート11」でMVPを受賞した。
主要サイトから5つ星評価を受け、オクラホマ大学へ進学した。

### カレッジ

#### オクラホマ
1年目の2021年シーズン開幕当初はスペンサー・ラトラーの控えだった。第6週のテキサス大学戦にて、17-35とリードを許した展開で途中出場して212パスヤード、2つのタッチダウン、88ランヤードを記録する活躍を見せ、結果的にチームは55-48で逆転勝利した。翌週のテキサスクリスチャン大学戦にて初先発出場し、以降は先発に定着した。

#### USC
2021年シーズン終了後にオクラホマ大学ヘッドコーチのリンカーン・ライリーがUSCのヘッドコーチに就任したため、自身もそれを追って同大学へ転校した。
2022年シーズンはチームのキャプテンに就任し、4,035パスヤード、37のパッシングTD、10のラッシングTDを記録するなどエースとして活躍。シーズン終了後にハイズマン賞を受賞した。
2024年、ウィリアムズが着用していた背番号『13』がUSCの永久欠番となった。

#### 個人成績
| シーズン   | 試合       | 試合       | 試合       | パス       | パス       | パス       | パス        | パス             | パス       | パス       | パス           | ラン       | ラン        | ラン             | ラン       | ラン |
| シーズン   | 試合       | 先発       | 勝敗       | 成功数     | 試投数     | 成功 確率  | 獲得 ヤード | 平均 獲得 ヤード | TD         | Int        | レー ティ ング | 回数       | 獲得 ヤード | 平均 獲得 ヤード | TD         |      |
| オクラホマ | オクラホマ | オクラホマ | オクラホマ | オクラホマ | オクラホマ | オクラホマ | オクラホマ  | オクラホマ       | オクラホマ | オクラホマ | オクラホマ     | オクラホマ | オクラホマ  | オクラホマ       | オクラホマ |      |
| ---------- | ---------- | ---------- | ---------- | ---------- | ---------- | ---------- | ----------- | ---------------- | ---------- | ---------- | -------------- | ---------- | ----------- | ---------------- | ---------- | ---- |
| 2021       | 11         | 7          | 5–2        | 136        | 211        | 64.5       | 1,912       | 9.1              | 21         | 4          | 169.6          | 79         | 442         | 5.6              | 6          |      |
| USC        |            |            |            |            |            |            |             |                  |            |            |                |            |             |                  |            |      |
| 2022       | 14         | 14         | 11–3       | 333        | 500        | 66.6       | 4,537       | 9.1              | 42         | 5          | 167.9          | 113        | 382         | 3.4              | 10         |      |
| 2023       | 12         | 12         | 7-5        | 266        | 388        | 68.6       | 3,333       | 8.6              | 30         | 5          | 170.1          | 97         | 142         | 1.5              | 11         |      |
| 通算       | 37         | 33         | 23−10      | 735        | 1,099      | 66.9       | 10,082      | 9.2              | 93         | 14         | 169.3          | 289        | 966         | 3.3              | 27         |      |

### シカゴ・ベアーズ
| 6 ft 1+1⁄8 in (186 cm)          | 214 lb (97 kg) | 32 in (81 cm) | 9+3⁄4 in (25 cm) |
| All values from the NFL Combine |                |               |                  |

NFLドラフトにて全体1位でシカゴ・ベアーズから指名された。大学時代の背番号『13』はキーナン・アレンが着用しているため、新たな背番号『18』を着用することになった。2024年7月17日に全額保証された4年総額3,940万ドルのルーキー契約を結んだ。
2024年シーズン
テネシー・タイタンズとの開幕戦に先発してNFLデビューし、29本中14本のパスを成功させて93パスヤードを記録し、試合は24-17で勝利。全体1位指名のルーキーQBが開幕戦で勝利したのは2002年以来だった。第3週のインディアナポリス・コルツ戦では1試合におけるベアーズのルーキーQBとなる363パスヤードを記録したが、試合は16-21で敗れた。その後第4週のロサンゼルス・ラムズ戦、第5週のカロライナ・パンサーズ戦で連勝。ロンドンで行われた第6週のジャクソンビル・ジャガーズ戦では4つのパッシングTDを記録して勝利し、チームを2020年シーズン以来となる3連勝に導いた。
第8週のワシントン・コマンダース戦では試合終了間際のドライブで逆転のタッチダウンを成功させたが、相手QBジェイデン・ダニエルズが試合時間残り2秒から52ヤードのロングパスで逆転のパッシングTDを成功させ、敗れた。続く第9週のアリゾナ・カージナルス戦、第10週のニューイングランド・ペイトリオッツ戦でも連敗。この2試合でタッチダウンを1度も記録できず、15回サックされた。第12週のミネソタ・バイキングス戦では340パスヤード、2つのパッシングTDを記録したが、試合はオーバータイムの末に敗れた。翌週のデトロイト・ライオンズ戦では3つのパッシングTDを記録し、ルーキーによるインターセプトなしのパス連続成功記録を更新したが、試合終了間際の杜撰なタイムマネジメントにより逆転のチャンスを逃し、6連敗を喫した。この試合の翌日、ヘッドコーチのマット・エバーフラスが解雇された。グリーンベイ・パッカーズとのシーズン最終戦では決勝ドライブを成功させて勝利し、チームの連敗を10で止めた。また、ベアーズは2018年シーズン以来となるパッカーズ戦の勝利となった。この勝利により、トロイ・エイクマンと並ぶ全体1位指名のルーキーQBによるシーズン最多敗戦記録を免れた。
このシーズンは全試合に先発し、NFL歴代ワースト3位となる68回のサックを受けたが、NFLルーキー記録、歴代でも4位となる354本連続でパスを成功させた。